# Apteronotus caudimaculosus
Apteronotus caudimaculosus é uma espécie de peixe pertencente à família dos apteronotidae. É um peixe de água doce, bentopelágico e de clima tropical. Encontra-se na América do Sul, mais especificamente, no Brasil.

## Descrição
- Pode chegar a fazer 28,7 cm de longitude máxima.
- Nenhuma espinha e 146-154 raios macios à barbatana posterior.
- Apresenta duas bandas claras rodeando o peduncle caudal (a primeira com manchas escuras irregulares).[3][7]
- É inofensivo para os humanos.[3]